# Kill Time Communication
Kill Time Communication (キルタイムコミュニケーション viết tắt là KTC) là một nhà xuất bản Nhật Bản tập trung vào các nội dung dành cho người trên 18 tuổi, chuyên ấn hành light novel, artbook, tạp chí người lớn, manga. Công ty được thành lập vào tháng 11 năm 1995.
Năm 2009, với 41 tác phẩm, Kill Time Communication đứng thứ năm trong các nhà xuất bản manga khiêu dâm lớn nhất Nhật Bản, sau Core Magazine (76), Akane Shinsha (65), TI Net (44) và Kubo Shoten (42), suýt bị Hit Publishing Company vượt qua với 40 tựa.

## Tạp chí đã xuất bản

### 2D Dream Magazine
2D Dream Magazine (二次元ドリームマガジン), còn được biết đến với tựa Nijigen Dream Magazine, tập trung vào đối tượng là nam giới đã trưởng thành, ra mắt từ năm 2001 như một phụ phẩm đặc biệt của tạp chí PC-DIY. Nó tách ra độc lập từ năm 2004.

### Comic Unreal
Comic Unreal (コミックアンリアル) là một tạp chí manga khiêu dâm ra mắt hai tháng một lần, kể từ năm 2006.

### Comic Valkyrie
Comic Valkyrie (コミックヴァルキリー Komikku Varukiri) là một tạp chí seinen manga khoa học viễn tưởng và kỳ ảo. Năm 2007, công ty ấn hành thêm Comic Valkyrie Hard như một số đặc biệt của Comic Valkyrie.